# Consorzio nazionale interuniversitario per le scienze del mare
Il CoNISMa - Consorzio Nazionale Interuniversitario per le Scienze del Mare si propone di promuovere e coordinare la ricerca e le altre attività scientifiche ed applicative nel campo delle scienze del mare, favorendo la collaborazione tra le università consorziate e le altre università, gli enti pubblici e privati di ricerca, gli enti locali e territoriali, le strutture produttive.
Il consorzio è stato costituito il 21 febbraio 1994, su iniziativa del Prof. Francesco Maria Faranda. Non ha fini di lucro, ha personalità giuridica (D.M. del MIUR 15.03.1996 e 16.05.1996) è posto sotto la vigilanza del Ministero dell'Università e della Ricerca; è iscritto all'Anagrafe Nazionale della Ricerca (n. 515810DU); e fa parte dell'European Marine Board.
È tra i 16 soci fondatori del Cluster Tecnologico Nazionale BLUE ITALIAN GROWTH – CTN BIG. Del Consiglio Direttivo del Cluster fa parte il Presidente del CoNISMa mentre il Vice Presidente fa parte del Comitato Tecnico Scientifico.
Partecipa, inoltre, con i propri rappresentanti, ai seguenti network:
- EUROMARINE
- IPBES - Intergovernmental Platform on Biodiversity & Ecosistem Services
- EMBRC - European Marine Biological Resource Centre
- EMSO-ERIC - European Multidisciplinary Seafloor and Water Column Observatory – European Research Infrastructure Consortium
- Commissione CNR per il coordinamento della partecipazione italiana all’International Ocean Discovery Program (IODP)
- Commissione Oceanografica Italiana – COIGruppi di lavoro della Commissione Oceanografica Italiana

È organizzato con una giunta, con un consiglio direttivo e con un consiglio scientifico a cui spettano i vari compiti derivanti dalla gestione dei programmi di ricerca, aventi durata triennale e sottoposti periodicamente al MUR per la verifica.
La sede legale è a Roma, in piazzale Flaminio 9, ma localmente si fa riferimento ai dipartimenti di ciascuna università consorziata. Vi aderiscono 36 università italiane:
- Università degli Studi di Bari “Aldo Moro”
- Politecnico di Bari
- Università degli Studi del Sannio
- Università di Bologna
- Università di Cagliari
- Università di Camerino
- Università del Molise
- Università degli Studi di Catania
- Università della Calabria, Campus di Arcavacata
- Università degli Studi di Firenze
- Università degli Studi di Genova
- Università del Salento
- Università degli Studi di Messina
- Università degli Studi di Milano “Bicocca”
- Politecnico di Milano
- Università degli Studi Modena e Reggio Emilia
- Università degli Studi di Napoli “Federico II”
- Università degli Studi di Napoli “Parthenope”
- Università degli Studi della Campania Luigi Vanvitelli
- Università degli Studi di Padova
- Università degli Studi di Palermo
- Università degli Studi di Parma
- Università di Pisa
- Università Mediterranea
- Sapienza Università di Roma
- Università degli Studi di Roma “Tor Vergata”
- Università degli Studi di Salerno
- Università degli Studi di Sassari
- Università di Siena
- Università degli Studi di Teramo
- Università degli Studi di Trento
- Università degli Studi di Trieste
- Università degli Studi di Urbino “Carlo Bo”
- Università Ca Foscari
- Università degli Studi della Tuscia

Vi afferiscono docenti, ricercatori, tecnici e assegnisti di ricerca.